# Ladoesjkin
Ladoesjkin (Russisch: Ла́душкин; Duits: Ludwigsort; Pools: Ludwinów; Litouws: Liudvigsortas) is een kleine stad in de Russische oblast Kaliningrad. De stad had 3.796 inwoners bij de volkstelling van 2002.
De stad werd in 1314 gesticht als Ludwigsort en was niet ver gelegen van de oevers van het Wislahaf en de ruïnes van het Kasteel van Balga van de Duitse Orde. Na de Tweede Wereldoorlog werd de stad geannexeerd door de Sovjet-Unie en in 1946 hernoemd in Ladoesjkin, vernoemd naar Ivan Ladoesjkin, soldaat in het Rode Leger die in 1945 sneuvelde. Ladoesjkin wordt bestuurd vanuit Baltiejsk als een speciale militaire enclave binnen de Bagriatonovsk Regio.
Bestuurlijk centrum: Kaliningrad

Bagrationovsk · Baltiejsk · Goerjevsk · Goesev · Gvardejsk · Krasnoznamensk · Ladoesjkin · Lozovoje · Mamonovo · Neman · Nesterov · Ozjorsk · Pionerski · Polessk · Pravdinsk · Slavsk · Sovjetsk · Svetlogorsk · Svetly · Tsjernjachovsk · Vesjoloje · Zelenogradsk